# نيلسون (نيويورك)
نيلسون (بالإنجليزية: Nelson, New York)‏ هي بلدة أمريكية تقع في الولايات المتحدة في مقاطعة ماديسون، نيويورك. يقدر عدد سكانها بـ 1,980 نسمة ومساحتها 114.1 كم2 وترتفع عن سطح البحر 458 متر.